# Michael Barkaj
Michael (Jomi) Barkaj (hebrejsky: מיכאל (יומי) ברקאי; žil 26. ledna 1935 – 28. května 1999) byl izraelský generál, v letech 1976 až 1978 velitel Izraelského vojenského námořnictva a nositel medaile Za zásluhy (עיטור המופת), která mu byla udělena za jeho velení raketovým lodím během jomkipurské války.

## Biografie
Narodil se v rumunské Bukurešti, jako prvorozený syn Mošeho a Rachel Borsokových. Dětství prožil v rumunském fašistickém státě, kde se jeho rodině podařilo vyhnout nacistům a jejich konečnému řešení židovské otázky. V prosinci 1947 se Barkajova rodina pokusila podniknout aliju do mandátní Palestiny, ale jejich loď byla zachycena Brity, kteří všechny na palubě poslali do internačních táborů na Kypr (v té době Britové na základě MacDonaldovy bílé knihy zakázali židovskou imigraci). Po vzniku Izraele v květnu 1948 však byli internovaní Židé propuštěni a Borsokova rodina dorazila do Izraele, kde se usadila v přímořské místní radě Bat Jam. Ve svém novém bydlišti si Barkaj uvědomil svou lásku k moři.

### Služba u námořnictva
V roce 1955 se po nástupu na povinnou vojenskou službu přihlásil k izraelskému námořnictvu a o tři roky později se oženil s Rachel, se kterou měli později dvě děti.
V roce 1959 se přihlásil k ponorkové jednotce a zanedlouho se stal kapitánem ponorky izraelského námořnictva. Díky své odbornosti a vojenskému nadání se stal poradcem na velitelství izraelského námořnictva, v době velení Šlomo Arela. Koncem 60. let Barkaj na krátkou dobu působil na námořní základně v Ašdodu, a to do roku 1971, kdy se stal velitelem flotily raketových lodí. Během jomkipurské války v roce 1973 pomohla Barkajova vojenská strategie a nadání obrátit válku ve prospěch Izraelců. Podařilo se mu vyděsit egyptské a syrské námořnictvo natolik, že až do konce války jejich lodě neopustily domovské přístavy (viz bitva u Latakie a bitva u Baltimu). Za jeho hrdinství mu byla udělena medaile Za zásluhy, kterou přijal jménem všech námořníků izraelských raketových lodí.
V roce 1974 byl přeložen na izraelské námořní velitelství a o dva roky později byl povýšen do hodnosti generálmajora a stal se velitelem izraelského námořnictva. Ve své nové funkci Barkaj pokračoval v budování izraelského námořnictva a za jeho vedení zakoupilo námořnictvo ponorky třídy Gal a začalo budovat dvě nové korvety. Kompletně zreorganizoval neuspořádanou strukturu velení izraelského námořnictva.
V roce 1978 byl Barkaj obviněn ze znásilnění příslušnice izraelské armády, která spadala pod jeho velení. Nebyl však usvědčen pro nedostatek důkazů a svědectví. Soudci, kteří procesu předsedali uvedli, že by byl Barkaj usvědčen, pakliže by se obžaloba nezakládala pouze na svědectví dotčené příslušnice armády. Barkaje však veřejně kritizoval ministr obrany Ezer Weizman, který mu doporučil rezignaci. V roce 1979 Barkaj rezignoval a v jeho funkci jej nahradil Ze'ev Almog.

### Po odchodu z armády
Po odchodu z armády se Barkaj se svou manželkou přestěhoval do Řecka, kde si postavili jachtu Leviatan, se kterou obepluli svět. Do Izraele se vrátil v roce 1995 a v roce 1999 mu byla diagnostikována rakovina a zahájil chemoterapii. Ve stejném období mu izraelské námořnictvo nabídlo možnost učit vojenské strategie vojáky izraelské armády. Přestože byl slabý, práci okamžitě přijal.
Dne 28. května 1999 Barkajovi osobně telefonoval velitel námořnictva Alex Tal, aby jej informoval, že americký průzkumný tým nalezl trosky ponorky INS Dakar, která zmizela v roce 1968 cestou ze Spojeného království do Izraele, v hloubce tří kilometrů mezi Krétou a Kyprem. Při neštěstí zahynula celá posádka ponorky, včetně Barkajova bratra Avrahama. Téhož dne se Barkaj zastřelil.
Jeho přítel a architekt Jig'al Tumarkin o něm prohlásil: „Barkaje jste nemohli nenávidět a bylo sedmkrát těžší jej milovat.“